# Jens Lars Fleischer
Jens Lars Fleischer (* 1. Januar 1960 in Uummannaq; † 23. Juni 2025) war ein grönländischer Politiker (Siumut).

## Leben
Jens Lars Fleischer war der Sohn des Handelsverwalters Johannes Fleischer († 1988) und der Ladenassistentin Makkak Zeeb. Am 21. Juni 1986 heiratete er die Bürooberassistentin Regine Mathiassen (* 1956).
Er besuchte von 1974 bis 1977 ein Internat auf Samsø und danach ein Jahr die Efterskole in Nørre Broby. Von 1982 bis 1988 ließ er sich zum Polizisten ausbilden. Von 1990 bis 1992 war er Halleninspektor in Uummannaq. 1979 gründete er den FC Malamuk Uummannaq mit und 1992 den Skiverein APUT.
Jens Lars Fleischer wurde 1989 in den Rat der Gemeinde Uummannaq gewählt und zum Vizebürgermeister ernannt. Ab 1997 war er Bürgermeister der Gemeinde. 2001 wurde er Vorsitzender des Gemeindeverbands KANUKOKA. Bei der Parlamentswahl 2005 erreichte er den dritten Nachrückerplatz der Siumut und gelangte von dort aus ins Inatsisartut. 2007 erlitt er einen Herzinfarkt und trat daraufhin von seinem Parlamentssitz zurück. Mit der Kommunalreform 2009 schied er auch als Bürgermeister aus.